# Tramwaje w Kopenhadze
Tramwaje w Kopenhadze – były system tramwajowy działający w latach 1863–1972 w Kopenhadze, stolicy Danii.

## Historia
Pierwsze tramwaje w Kopenhadze uruchomiono w 1863 r., były to tramwaje konne. Pierwsze tramwaje elektryczne z napędem akumulatorowym uruchomiono w 1897 r., które po kilku latach zostały zlikwidowane. Od 1899 r. budowano nowe trasy z wykorzystaniem klasycznych tramwajów elektrycznych. Ostatnie tramwaje konne zlikwidowano w 1911 r. W szczytowym okresie istnienia tramwajów w Kopenhadze było 20 linii o łącznej długości 170 km. Tramwaje rozpoczęto stopniowo likwidować od 1955 i zastępować autobusami. Ostatnią linię nr 5 zamknięto w 1972 r.
W 2018 r. rozpoczęto realizację 28-kilometrowej linii z dzielnicy Lyngby do dzielnicy Ishøj wzdłuż obwodnicy Ring 3. Otwarcie linii zaplanowano na 2024 rok. We wrześniu 2024 r. rozpoczęły się jazdy próbne.

## Tabor
Najnowszymi i ostatnimi eksploatowanymi tramwajami w Kopenhadze były tramwaje Düwag GT6, których w połowie lat 60. XX w. zakupiono 100 sztuk (numery od 801 do 900). Które już w latach 1969–1972 sprzedano do Aleksandrii. W 2001 dwa z nich powróciły do Danii, do muzeum tramwajów w Skjoldenæsholm.